# Giardino dell'Orticoltura
Il giardino dell'Orticoltura è un giardino di Firenze che si trova in via Vittorio Emanuele II  4, con un ingresso laterale su via Bolognese 17.

## Storia e descrizione

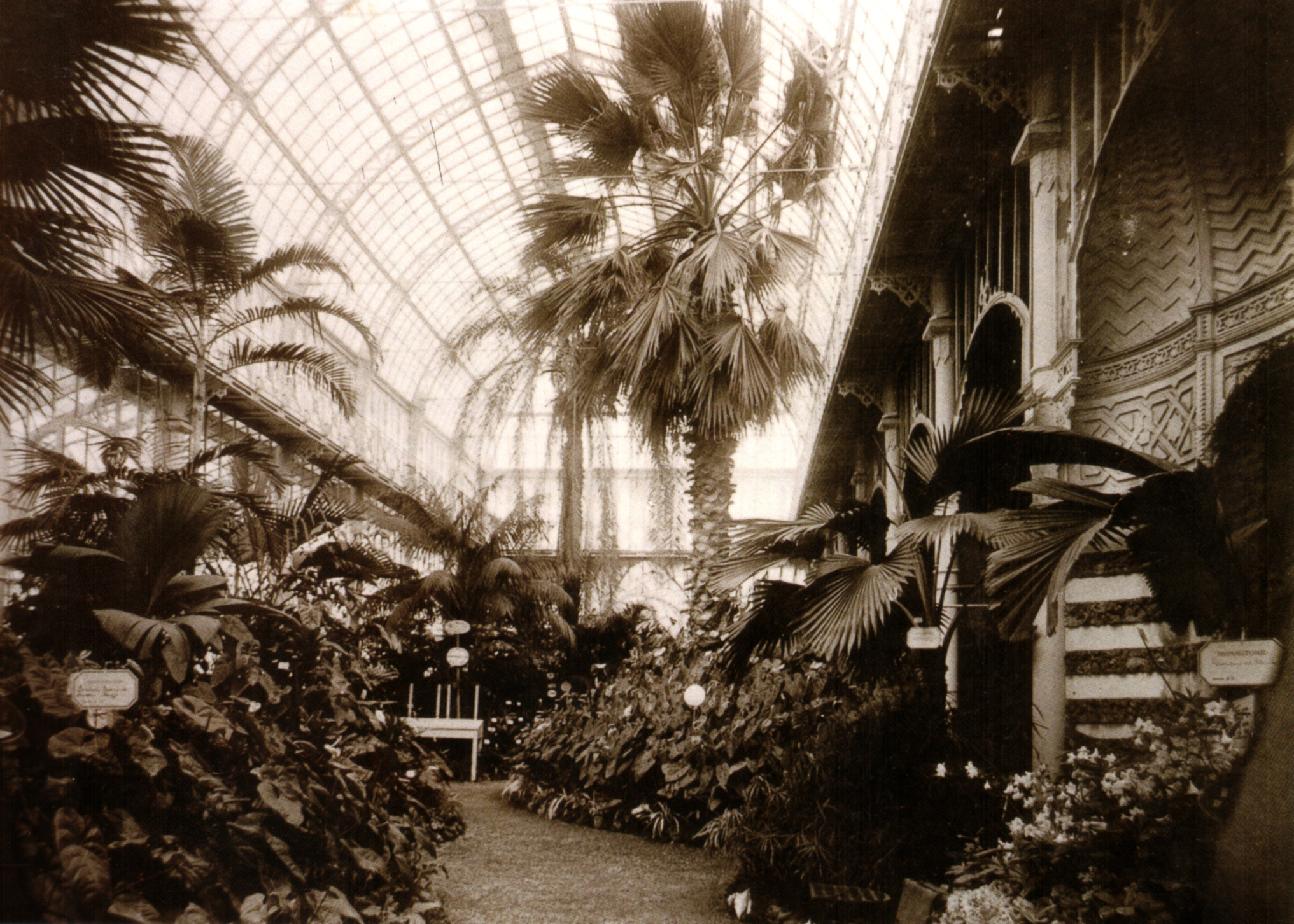
Veduta ottocentesca dell'interno della serra

Nel 1852, constatato il diffondersi della pratica dell'arte del giardinaggio, l'Accademia dei Georgofili nominò una commissione con l'incarico di formare in Toscana una società d'orticoltura: fu dunque per sua iniziativa che nel 1854 nacque la Società Toscana di Orticoltura. Da qui nacque l'esigenza della realizzazione di un orto o giardino sperimentale, che si concretizzò nel 1859, anno in cui alla Società, venne concesso in enfiteusi un terreno posto fuori porta San Gallo all'inizio di via Bolognese di proprietà del marchese Ludovico Ginori Lisci e della marchesa Marianna Venturi.
Dopo tre anni di lavoro la Società aveva realizzato un piantatoio, una vigna e un frutteto, e aveva impiantato nella parte bassa, verso la città, eccentriche e rare piante ornamentali.
Un radicale riordinamento del giardino si ebbe a partire dal 1876 con lo scopo principale di poter ospitare future esposizioni nazionali e mostre prestigiose. Nel 1880 la Federazione orticola italiana organizzò a Firenze la prima esposizione nazionale e proprio per onorare degnamente l'incarico, la Società toscana decise di completare il proprio giardino con la costruzione di un tepidario (serra in ferro e vetro) di grandi dimensioni. Fu promossa una sottoscrizione fra i soci al fine di trovare i fondi necessari alla nuova costruzione. L'incarico di redigere il progetto fu affidato all'ingegnere e architetto Giacomo Roster e realizzato dalle Officine Michelucci di Pistoia, con le colonnine in ghisa della fonderia Lorenzetti, sempre di Pistoia. Il tepidarium è a base rettangolare e misura 38,50x17 metri, con una superficie coperta che tocca i 650 m2. L'interno, che era riscaldato da stufe, è abbellito da due vasche con nicchie decorate da rocce spugnose, un omaggio all'architettura manierista, opera dell'intagliatore fiorentino Francesco Marini. In totale vennero assemblati ben 9.700 pezzi, con otto tonnellate di ferro cilindrato che sostengono la struttura. Dopo l'inaugurazione del 19 maggio 1880, il cronista de La Nazione lo definì "palazzo di cristallo".
L'attività promotrice della Società s'intensificò ulteriormente con l'esposizione organizzata nel 1887, in questa occasione il giardino venne arricchito dalla presenza di un caffè restaurant e da una seconda serra, proveniente dal giardino Demidoff di San Donato.
Nel 1911, il giardino fu nuovamente teatro di una grande mostra internazionale di floricoltura per le celebrazioni promosse dal comune di Firenze nell'ambito del cinquantenario dell'Unità d'Italia. In tale occasione furono operate delle considerevoli modifiche alcune delle quali si conservano tutt'oggi, il cavalcavia sulla ferrovia, l'ingrandimento del viale d'accesso, la decorazione del cancello con stendardi e la costruzione della Loggetta Bondi da parte della Manifattura di Signa. Con nuovi padiglioni addossati al muro si poterono accogliere le esposizioni di libri, ceramiche, attrezzi da giardino e fotografie dell'epoca. alcuni padiglioni erano dedicati alle piante ad alto fusto ed uno unicamente alle rose. Oltre ai numerosi ospiti stranieri, per la prima volta a Firenze, fecero la parte del leone gli esemplari provenienti dalle collezioni dei fiorentini Carlo Ridolfi e Carlo Torrigiani.

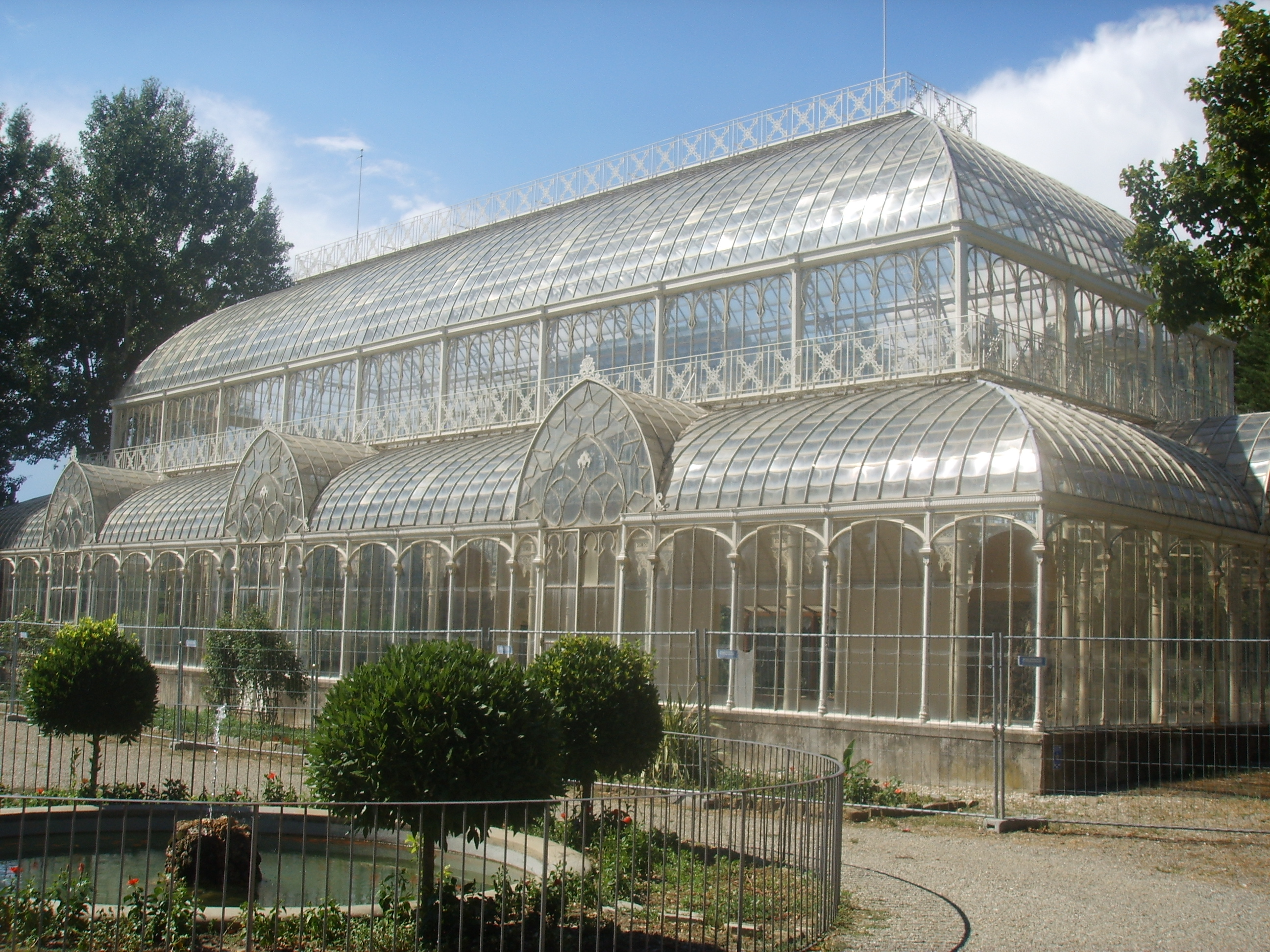
La serra in vetro e acciaio

Con la prima guerra mondiale cominciò un lento ma inesorabile declino dell'attività della Società toscana d'orticoltura: perciò, nel 1930 il giardino venne acquistato dal Comune, che lo destinò a giardino pubblico. Il grande tepidario del Roster denunciava un grave stato di abbandono, tanto che il Comune stanziò, fra il 1933 e il 1936, dei fondi speciali per il restauro di questo. Il tepidario subì di nuovo alcuni danni, specialmente durante la seconda guerra mondiale; recentemente, nel 2000, è stato restaurato, tornando all'antico splendore.
Attraverso un passaggio pedonale oltre la ferrovia si accede al cosiddetto "giardino degli orti del Parnaso", una piccola area verde posta su un dislivello panoramico, dove spicca una fontana a forma di serpente o drago, che si snoda fantasiosamente sulla scalinata. Questo giardino, in particolare la zona vicino all'ingresso da via Trento, è uno dei migliori punti della città per vedere "I Fochi di San Giovanni", lo spettacolo pirotecnico che si tiene ogni anno il 24 giugno per la festa di San Giovanni, patrono di Firenze. In questo giardino ha sede il Giardino dei Giusti sulla falsariga di quello esistente a Gerusalemme.
La serra oggi è utilizzata per eventi, aperitivi, party ed attività culturali, come per esempio l'iniziativa Un tè con le farfalle.
Mentre il Giardino ospita anche la Biblioteca comunale dell'Orticoltura.
Nel giardino sono state girate alcune scene dei film Amici miei - Atto IIº di Mario Monicelli (1982) e Sotto una buona stella di Carlo Verdone (2014). 

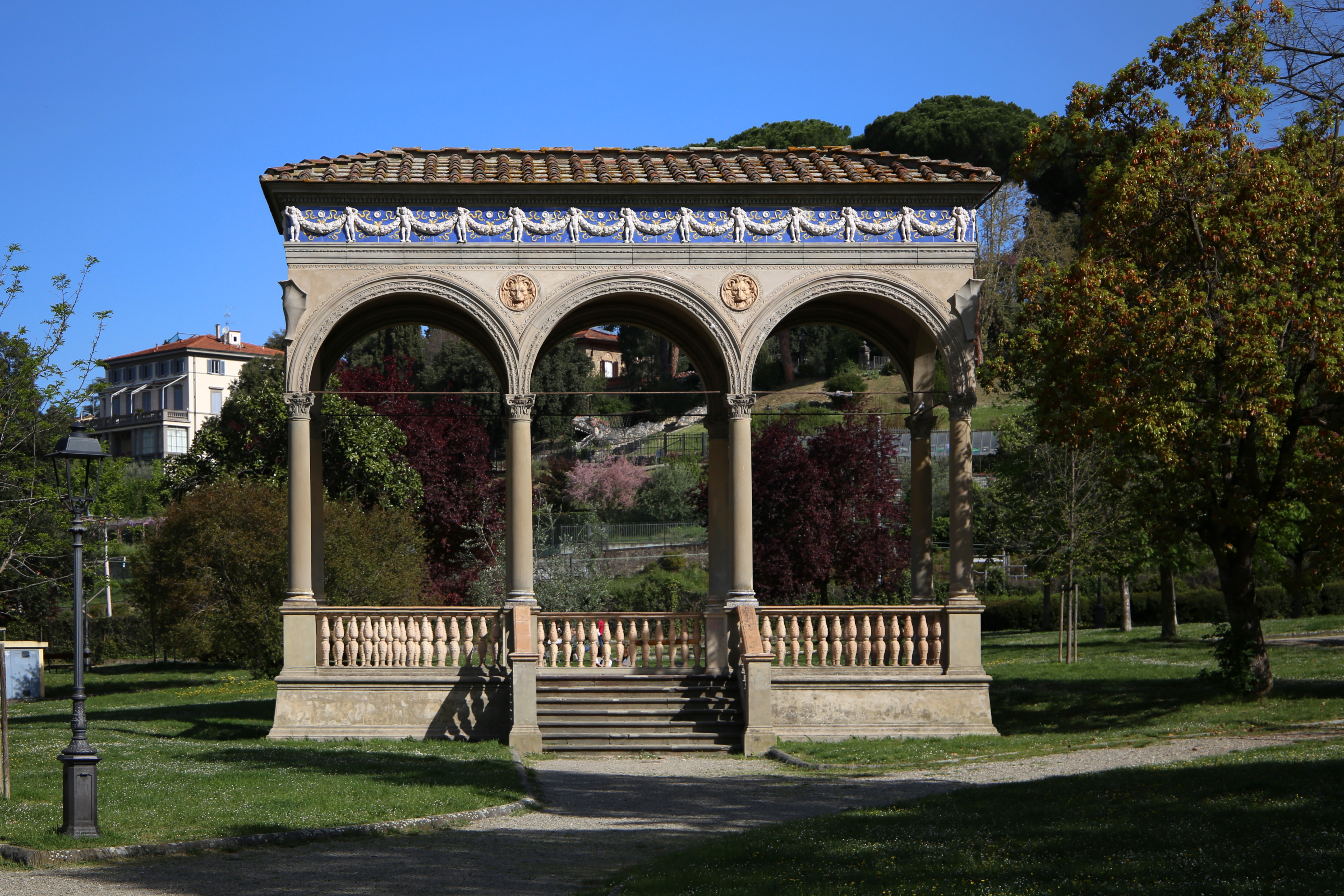
Il prato con la loggetta neorinascimentale
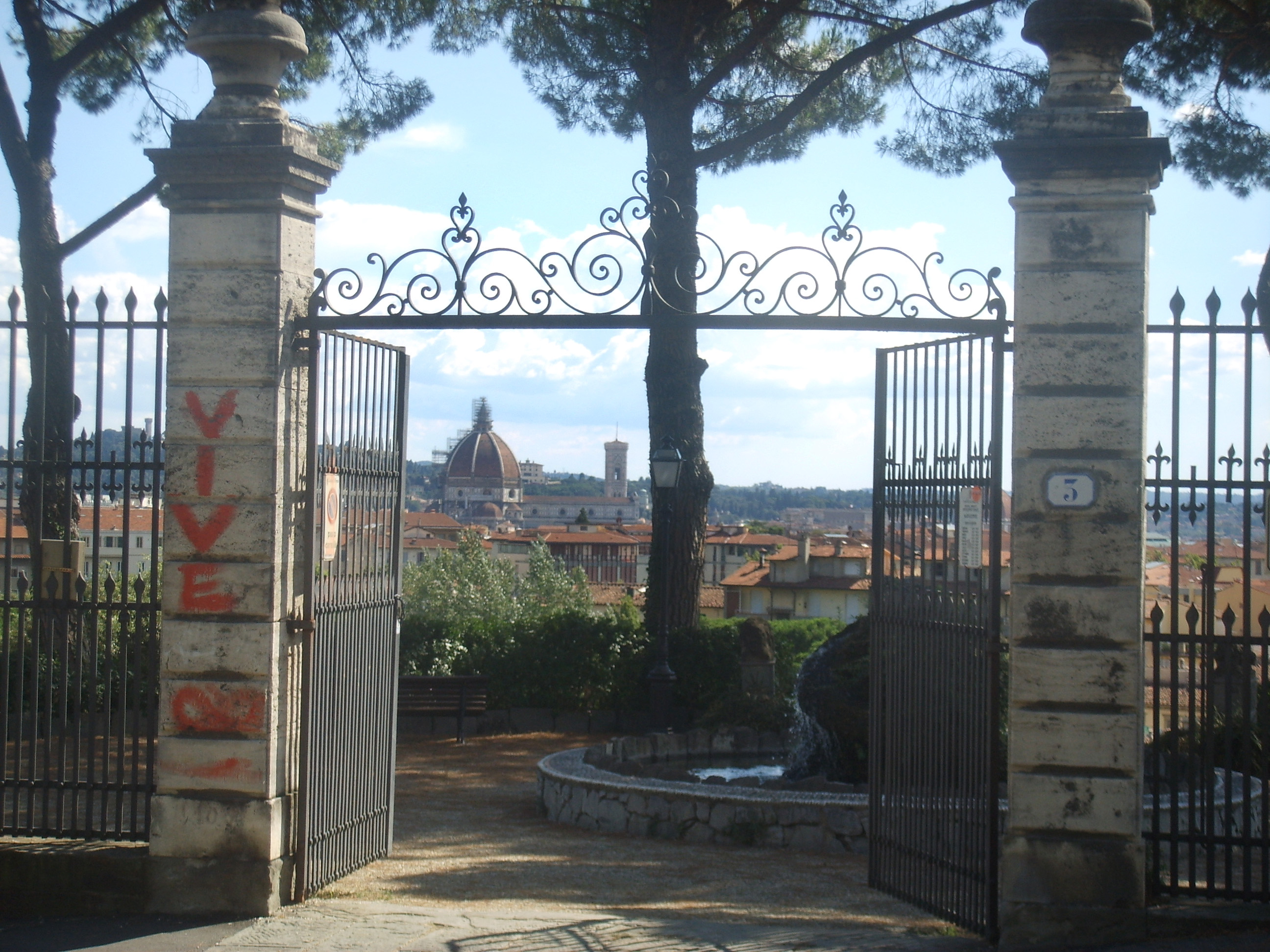
L'entrata panoramica degli Orti del Parnaso
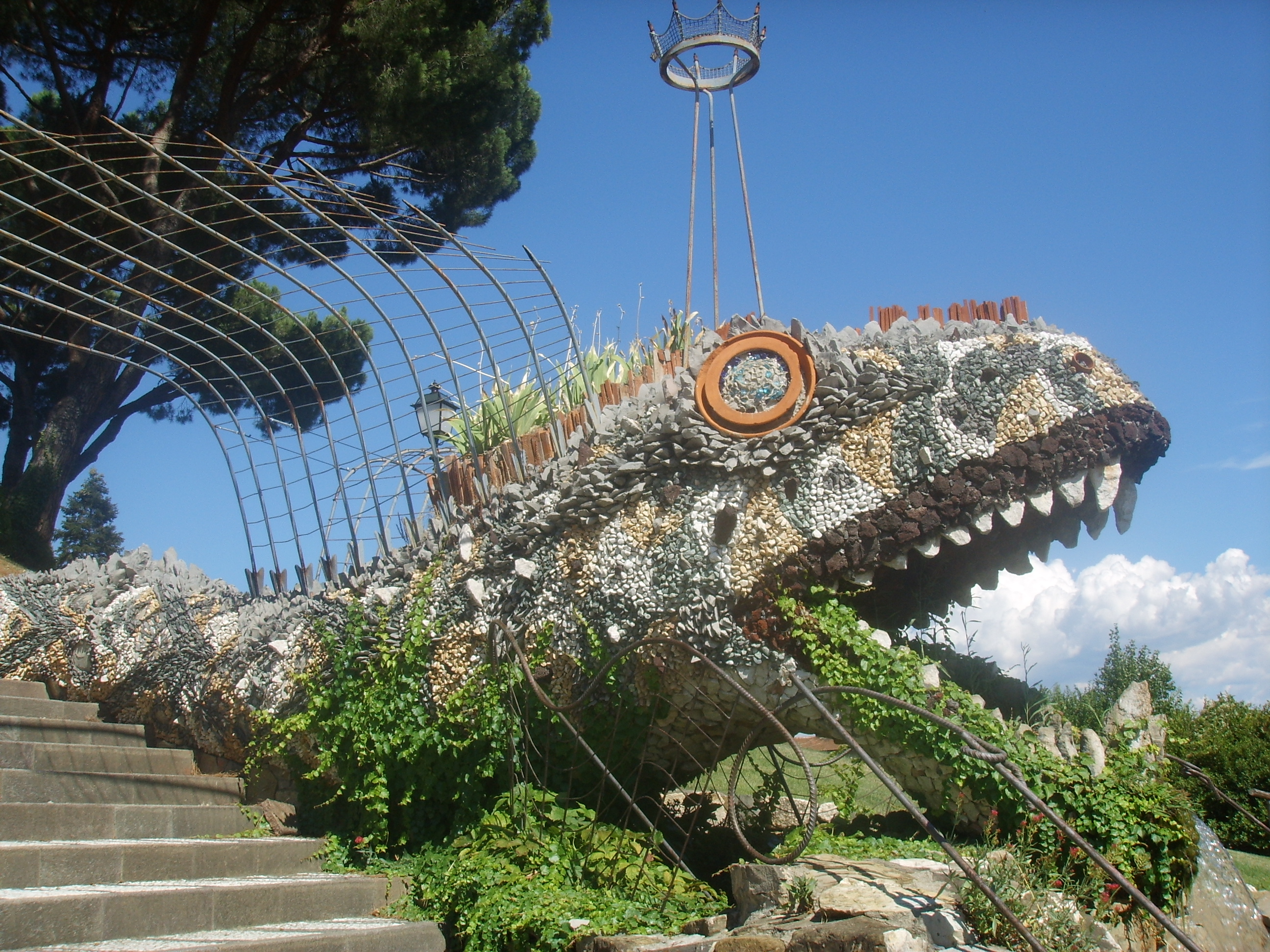
La fontana del Serpente negli Orti del Parnaso
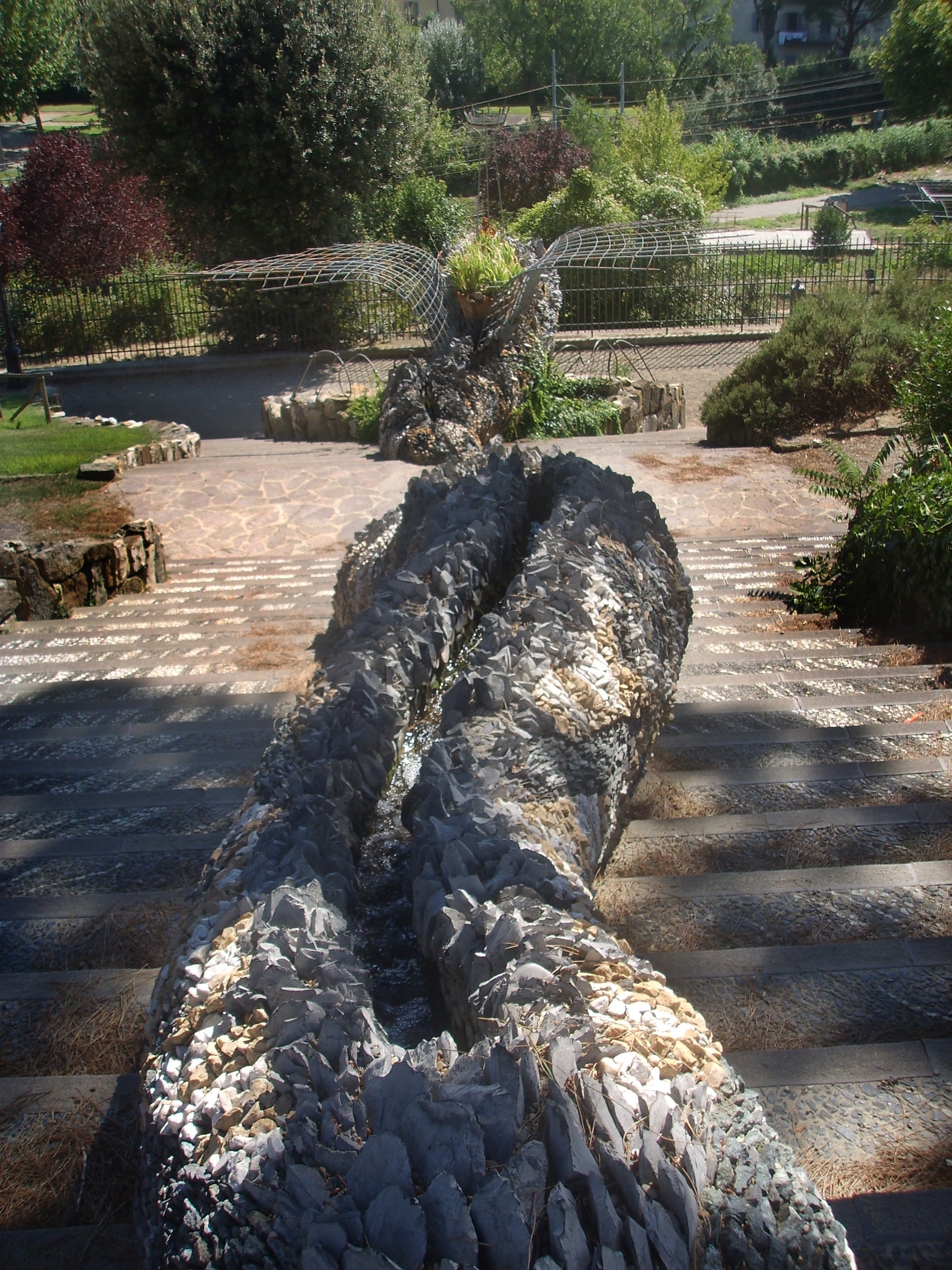
La fontana del Serpente veduta dall'alto
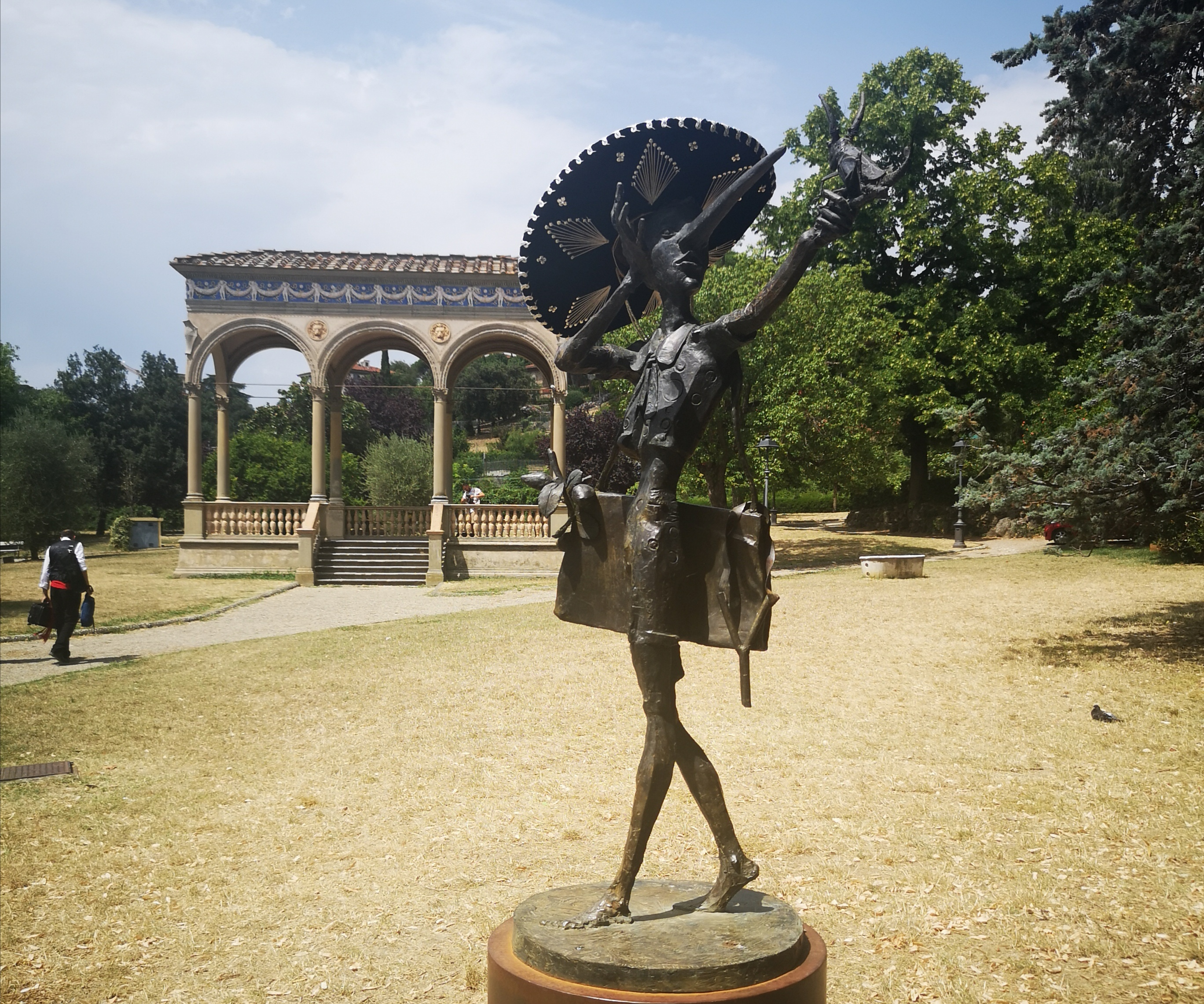
Pinocchio mariachi by Silvano Porcinai